# Edgardo Orzusa
Edgardo Daniel Orzusa Cáceres (Paraguarí, Paraguay, 22 de junio de 1990) es un futbolista paraguayo. Juega de centrocampista y su equipo es el Club Sportivo Trinidense de la Primera División de Paraguay. Fue internacional absoluto por la selección de Paraguay en 2012.

## Clubes
| Club                     | País     | Año           |
| ------------------------ | -------- | ------------- |
| Sol de América           | Paraguay | 2008-2016     |
| Nacional                 | Paraguay | 2016-2017     |
| Chapecoense (préstamo)   | Brasil   | 2018-2019     |
| Olimpia                  | Paraguay | 2020-2022     |
| Nacional                 | Paraguay | 2023-2024     |
| Club Sportivo Trinidense | Paraguay | 2024-presente |